# NGC 4539
NGC 4539 is een balkspiraalstelsel in het sterrenbeeld Hoofdhaar. Het hemelobject werd op 17 maart 1831 ontdekt door de Britse astronoom John Herschel.

## Synoniemen
- UGC 7735
- MCG 3-32-71
- ZWG 99.92
- PGC 41839